# Woodchoppertown
Woodchoppertown est un secteur non constitué en municipalité situé dans le comté de Berks, dans le Commonwealth de Pennsylvanie, aux États-Unis.